# Fear
Fear är en amerikansk drama-thriller från 1996 i regi av James Foley med Mark Wahlberg och Reese Witherspoon i huvudrollerna. Filmen hade Sverigepremiär den 13 juni 1997.

## Handling
Nicole Walker bor i Seattle med sin far Steven, sin styvmor Laura och styvbror Toby. Även om hon är en oskyldig tonåring har hon en rebellisk sida också som speciellt riktar sig mot fadern som enligt Nicole är överbeskyddande. När hon på ett raveparty träffar David McCall blir hon kär i honom från första ögonblicket tack vare hans artiga sätt att vara mot henne. När Nicole senare presenterar honom för sin familj tar genast hennes far avstånd från David då han inte litar på honom och inte tror att han är ute i ärliga syften. Steven blir även arg på Nicole som trotsar sitt utegångsförbud för att umgås med David. En dag när Nicole kramar om sin gode vän Gary blir David riktigt svartsjuk och anklagar Nicole för att vara otrogen mot honom. David överfaller Gary och när Nicole försöker gå emellan för att stoppa David knuffar han ner henne på marken. Då börjar Nicole inse vem David är och gör slut med honom. Nästa dag skickar David ett meddelande till Nicole där han ber om ursäkt för det inträffade, men Nicole vet inte om hon verkligen kan lita på den ursäkten. När sedan hennes far hittar omslagspapper till en kondom börjar han skälla ut Nicole och de börjar gräla vilket leder till att Nicole lämnar huset och söker upp David igen...

## Om filmen
Filmen är inspelad i Mercer Island och Seattle i Washington samt Vancouver, British Columbia.

## Skådespelare
- Reese Witherspoon – Nicole Walker
- Mark Wahlberg – David McCall
- William Petersen – Steve Walker, Nicoles far
- Amy Brenneman – Laura Walker, Nicoles styvmor
- Christopher Gray – Toby, Nicoles styvbror
- Alyssa Milano – Margo, Nicoles väninna